# Estadal
El estadal granadino es la centésima parte del marjal. Equivale a 5,2842 m². En Castilla, 576 estadales cuadrados equivalen a una fanega o 64,596 áreas.
Por otro lado, la Real Academia Española en su diccionario más reciente define al estadal como la medida de longitud que tiene cuatro varas, equivalente a 3,334 m. La misma fuente indica que un estadal cuadrado equivale 16 varas cuadradas o 11,226 m², haciendo hincapié a su uso como medida superficial o agraria.